# Râul Vâlsan, Argeș
Râul Vâlsan este un afluent stâng de ordinul I al Argeșului, în amonte de Pitești. Are o lungime de 84,6 km și un bazin hidrografic cu o suprafață de 358 km2. După lungimea sa, râul Vâlsan ocupă locul al 10-lea în sistemul Argeșului și se plasează pe locul al 12-lea în ceea ce privește suprafața bazinului.
Izvorăște de sub vârful Moldoveanu din Munții Făgărașului, curge de la nord spre sud și străbate zona cristalină a munților înalți (masivul Ghițu), zona sedimentară (a Subcarpaților Getici), drenează regiunea muscelelor și Platforma Argeșului. Are o rețea hidrografică bine dezvoltată, care fragmentează puternic teritoriul bazinului său prin rupturi de pantă și praguri cu multe cascade. Râul Vâlsan are ape mari primăvara și la începutul verii, când se topesc zăpezile, și ape mici, toamna și iarna. 
În cursul superior este amenajat bazinul de acumulare Vâlsan, care captează apa și o conduce subteran la Lacul Vidraru a hidrocentralei de pe râul Argeș. În zona superioară râului Vâlsan s-au format două lacuri nivale, unul situat în circul glaciar de sub culmea Scărișoara, "La căldarea cu izvoare", iar altul în microdepresiunea glaciară de la obârșia râului Vâlsan. 
În zona montană, râul Vâlsan este alimentat în principal prin topirea zăpezilor.

## Afluenți
Cei mai importanți afluenți ai râului Vâlsan sunt pe dreapta. 
- Afluenții de stânga a Râului Vâlsan:

- în cursul său superior: Dobroneagu, Zănoguța, Pârâul Cheii, Ulmul;
- în sectorul subcarpatic: Valea Mierlei, valea Bârnei, Valea Podului, Valea Faurului, Valea Romanaților;
- în piemont: Valea lui Topor, Valea Priseacă, Valea Podului.
- Afluenții de dreapta a Râului Vâlsan:

- în cursul său superior: Izvorul Dimei, Izvorul Dorului, Izvorul Popii, Izvorul Ghițu;
- în sectorul subcarpatic: Robaia (cel mai important afluent a Râului Vâlsan), Valea Grosu, Valea Galeșu, Valea lui Matei, Valea Ursului, Valea lui Mas, Valea Părului, Valea Albului;
- în piemont se află afluenți de dimensiuni mari: Șoptana, Toplița (cu o lungime de 11 km și suprafața bazinului de 30 km2), Bunești.

## Ihtiofauna râului Vâlsan
În râul Vâlsan trăiesc peste 10 specii de pești repartizați în 3 zone: zona păstrăvului, zona moioagei și cea a scobarului. 
- păstrăvul de munte (Salmo trutta fario)
- păstrăvul curcubeu (Salmo gairdneri irideus)
- zglăvocul (Cottus gobio gobio)
- cleanul (Leuciscus cephalus cephalus)
- beldița (Alburnoides bipunctatus bipunctatus)
- porcușorul de vad sau petrocul (Gobio uranoscopus frici)
- porcușorul de deal (Gobio kessleri kessleri)
- cara sau dunariță (Sabanejewia aurata balcanica)
- moioaga sau mreana vânătă (Barbus meridionalis petenyi)
- mreana (Barbus barbus)
- podetele sau scobarul (Chondrostoma nasus nasus).
- aspretele sau popetele (Romanichthys valsanicola)
- chișcarul de râu (Eudontomyzon mariae)

## Hărți
- Harta Județul Argeș
- Munții Făgăraș  Arhivat în 8 septembrie 2013, la Wayback Machine.
- Alpinet - Munții Făgăraș